# Heinrich Leopold Möller
Heinrich Leopold Möller (* 14. Februar 1820 in Greiz; † 26. September 1869 in Arnstadt) war ein deutscher Postmeister und Politiker.

## Leben
Möller war der Sohn des Kaufmanns Friedrich Ernst Möller und dessen Frau Auguste Wilhelmine Friederike geborene Abt. Er war evangelisch-lutherischen Glaubens und heiratete am 3. März 1853 in Arnstadt Johanne Wilhelmine Marie Maempel (* 18. November 1831 in Arnstadt; † 17. Juni 1858 ebenda), die Tochter des Kaufmanns Friedrich Fabian Maempel. Seine Schwester Rosalie Pauline Möller heiratete in zweiter Ehe Heinrich Müller.
Möller war 1850 fürstlich schwarzburgischer Postmeister in Arnstadt und ab Januar 1853 auch Vorsteher des Thurn und Taxischen Postamtes in Arnstadt. 1867 erhielt er den Titel eines fürstlichen Rates.
Er vertrat radikal liberale Positionen. Möller war Stadtverordneter in Arnstadt und dort in den 1860er Jahren mehrmals Stadtverordnetenvorsteher. Vom 25. November 1861 bis zum 31. Dezember 1863 und vom 2. März 1865 bis zum 26. September 1869 war er Abgeordneter des Schwarzburg-Sondershäuser Landtags, in dem er vom 30. November bis 31. Dezember 1863 Landtagsvizepräsident und vom 2. Oktober bis zum 7. November 1865, vom 29. Juni bis zum 27. Juli 1866 und vom 21. März bis zum 31. Dezember 1867 Landtagspräsident war.